# Rio–Niterói-broen
Rio–Niterói-broen er en kassebro i armeret beton, som forbinder byerne Rio de Janeiro og Niterói i Brasilien.
Broen blev åbnet i 1974, og har det officielle navn Ponte Presidente Costa e Silva, til ære for den brasilianske præsident, som tog beslutningen om, at broen skulle bygges. Kaldenavnet «Rio–Niterói» blev efterfølgende mere kendt end det officielle navn.
Broen er 13290 m lang, hvoraf 8836 m er over vand. Hovedspændet er 72 m højt, og hundredvis af skibe passerer under hver måned for at komme til og fra Guanabarabugten. Trafikmængden er på 140.000 køretøjer per dag, og der betales kun afgift i én retning. Broen drives af firmaet Ponte S.A.